# Esporlatu
Esporlatu – miejscowość i gmina we Włoszech, w regionie Sardynia, w prowincji Sassari. Graniczy z Bottidda, Burgos i Illorai.
Według danych na rok 2004 gminę zamieszkiwało 475 osób, 26,4 os./km².